# Angela White: Dark Side
Angela White: Dark Side è un film pornografico statunitense del 2019 diretto da Jules Jordan.

## Riconoscimenti
- AVN Awards
  - 2020 - Best Blowbang Sex Scene con Angela White, Slim Poke, Donny Sins, Eddie Jaye, Eric John, Filthy Rich, Johnny Goodluck, Jules Jordan, Rob Banks, Robby Echo, Rob Piper, Chad Alva, Will Pounder
  - 2020 - Best Director
  - 2020 - Best Gangbang Sex Scene con Angela White, Eddie Jaye, Eric John, John Strong, Jon Jon, Mick Blue, Mr. Pete, Prince Yahshua, Robby Echo, Rob Piper, Steve Holmes, Markus Dupree
  - 2020 - Best Star Showcase
  - 2020 - Candidatura a Best Solo/Tease Performance con Angela White
  - 2020 - Candidatura a Best Makeup
  - 2020 - Candidatura a Best Boy/Girl Sex Scene con Angela White e Mick Blue
  - 2020 - Candidatura a Best Cinematography

- XBIZ Awards
  - 2020 - Candidatura a Performer Showcase of the Year

- XRCO Awards
  - 2020 - Candidatura a Best Star Showcase
  - 2020 - Candidatura a Best Gonzo Movie
  - 2020 - Candidatura a Best Release